# SN 2000P
SN 2000P – supernowa typu IIn odkryta 8 marca 2000 roku w galaktyce NGC 4965. W momencie odkrycia miała maksymalną jasność 14,10m.